# Angsjön, Ångermanland
Angsjön är en sjö i Bjurholms kommun i Ångermanland och ingår i Öreälvens huvudavrinningsområde. Sjön har en area på 0,508 kvadratkilometer och ligger 242,1 meter över havet. Sjön avvattnas av vattendraget Angsjöbäcken.

## Delavrinningsområde
Angsjön ingår i det delavrinningsområde (709794-165200) som SMHI kallar för Utloppet av Angsjön. Medelhöjden är 280 meter över havet och ytan är 10,16 kvadratkilometer. Det finns inga avrinningsområden uppströms utan avrinningsområdet är högsta punkten. Angsjöbäcken som avvattnar avrinningsområdet har biflödesordning 3, vilket innebär att vattnet flödar genom totalt 3 vattendrag innan det når havet efter 88 kilometer. Avrinningsområdet består mestadels av skog (69 procent). Avrinningsområdet har 0,56 kvadratkilometer vattenytor vilket ger det en sjöprocent på 5,5 procent.